# Trengguli (Wonosalam)
Trengguli is een bestuurslaag in het regentschap Demak van de provincie Midden-Java, Indonesië. Trengguli telt 3993 inwoners (volkstelling 2010).